# Club de Deportes Iquique
Maillots
Actualités
Le Club de Deportes Iquique est un club de football chilien, basé à Iquique.

## Historique
- 1978 : fondation du club sous le nom de Deportes Iquique
- 2003 : le club est renommé Municipal Iquique
- 2010 : le club est renommé Deportes Iquique

## Palmarès
- Coupe du Chili :
  - Vainqueur (2) : 1980, 2010.
  - Finaliste (1) : 2009.
- Championnat du Chili de football D2 :
  - Champion (3) : 1979, 1997 (²), 2010.
  - Vice-champion (2) : 1992, 2008.
- Championnat du Chili de football D3 :
  - Champion (1) : 2006.

¹ championnat d'ouverture

² championnat de clôture

## Personnalités du club

### Entraîneurs
| - Ramón Estay (1979–81) - Andrés Prieto (1982) - Jaime Campos (1983–84) - Manuel Rodríguez Vega (1985) - Ramón Estay (1986–88) - Armando Mareque (1989) - Ramón Estay (1990) - Óscar Valenzuela (1990) - Jaime Carreño (es) (1991) - Ramón Estay (1992) - Jaime Carreño (es) & Pedro Cejas (1992) - Óscar Valenzuela (1993) - Jaime Carreño (es) (1993) - Mario Maldonado (1993) - Guillermo Páez (1994) | - Ramón Estay (1994) - Hugo Solís (1995) - Juan Páez (1995) - Joaquín Zaror (1996) - Gerardo Pelusso (1996–97) - Manuel Rodríguez Araneda (1997–98) - Jorge Garcés (1998–99) - Miguel Ángel (1999) - Jaime Carreño (es) (2000–01) - Ramón Estay (2001) - Víctor Comisso (2002) - Hernán Godoy (2002) - Erick Guerrero (2002) - Ramón Estay (2003) - Carlos Ahumada (2003–05) | - Rubén Pozo (intérim) (2005) - Jaime Carreño (es) (2006–07) - José Sulantay (2008) - Horacio Rivas (2008–09) - Erick Guerrero & Pedro Cejas (2009) - Erick Guerrero (2009) - Gustavo Huerta (2009–10) - José Cantillana (2010–11) - Víctor Hugo Saravia (2011) - Jorge Pellicer (2011) - Fernando Vergara (2011–2012) - Cristian Leonel Díaz (es) (2013) - Jaime Vera (2013–14) - Jaime Carreño (es) (2014) - Héctor Pinto (en) (2014) | - Nelson Acosta (2014–15) - Jaime Vera (2015–17) - Erick Guerrero (2017–18) - Miguel Riffo (2018) - Luis Musrri (2018) - Pablo Sánchez (es) (2018) - Jaime Vera (2019–20) - Cristián Leiva (es) (2020–21) - Luis Musrri (2021) - Víctor Rivero (en) (2021–22) - José Cantillana (en) (2022) - Manuel Villalobos (en) (2022) - Miguel Ponce (en) (2023) - Miguel Ramírez (2024–25) - Fernando Díaz (en) (2025–maintenant) |

### Anciens joueurs
- Óscar Fabbiani
- Carlos Mayor
- Mario Véner
- Marco Cornez
- Javier di Gregorio
- Luis Fuentes
- Rodrigo Meléndez
- Leonardo Monje
- Rodrigo Núñez
- Álvaro Ormeño
- Rodrigo Pérez
- Edson Puch
- Álvaro Ramos
- Arturo Sanhueza
- Cristian Bogado
- Juan José Oré
- José Velásquez

### Présidents
| - Eleazar Guzmán (1979–80) - Ernesto Montoya (1980) - Luis Köller Herrera (1982) - Jorge Soria (1985–86) - Leonardo Solari (1987–89) - Nelson Álvarez (1990) - Manuel Barrientos (1992) | - Jorge Poblete (1992) - Eledier Avendaño (1994–97) - Silvio Zerega (1997-98) - Luis Gómez (1999) - Roberto Castañeda (1999–00) - Luis Cordano (2001) - Gonzalo de Urruticoechea (2002) | - Luis Antonio Plaza (2002) - Jorge Zavala (2002) - Arsenio Lozano (2003) - Juan Carlos Vargas (2003-06) - Raúl Russo (2003-08) - Aníbal Irrabazabal (2008–09) - Césare Rossi (2009–maintenant) |